# Benefactor
Benefactor is een computerspel dat werd ontwikkeld door Digital Illusions en uitgegeven door Psygnosis Limited. Het spel kwam in 1994 uit voor de Commodore Amiga en de Amiga CD32. Het actiespel omvat 60 levels. De speler speelt Ben E. Factor die door de zes manen van Minniat moet reizen. Op deze manen zijn goedaardige mensen gevangengenomen. Zodra deze bevrijd zijn kunnen ze de speler helpen. Het is van belang de gevangene in de juiste volgorde te bevrijden om een level te halen. Het perspectief van het spel is in de derde persoon.

## Ontvangst
| Beoordeeld door  | Platform   | Datum          | Score |
| ---------------- | ---------- | -------------- | ----- |
| High Score       | Amiga      | september 1994 | 100%  |
| Amiga Dream      | Amiga      | juni 1994      | 88%   |
| Amiga CD32 Gamer | Amiga CD32 | februari 1995  | 85%   |
| Amiga Computing  | Amiga CD32 | april 1995     | 80%   |
| Amiga Joker      | Amiga      | juli 1994      | 76%   |
| Amiga Joker      | Amiga CD32 | september 1995 | 74%   |